# Shérif de Nottingham
 (octobre 2021).
Si vous disposez d'ouvrages ou d'articles de référence ou si vous connaissez des sites web de qualité traitant du thème abordé ici, merci de compléter l'article en donnant les références utiles à sa vérifiabilité et en les liant à la section « Notes et références ».

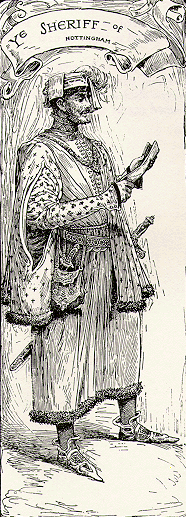
Le Shérif de Nottingham d'après une illustration de 1912

Le shérif de Nottingham est un important personnage de la légende de Robin des Bois, l'ennemi traditionnel de Robin et de ses Joyeux Compagnons (Merry Men).

## Description
Installé au poste de shérif dans la ville de Nottingham et représentant le comté du Nottinghamshire, il pourchasse les hors-la-loi comme Robin, afin d'assurer la sécurité des routes et du commerce autour de la forêt de Sherwood. Il doit aussi empêcher les hors-la-loi de braconner dans la forêt du roi Richard. Dans certaines histoires, on le voit secrètement attiré par Marianne, la bien-aimée de Robin. Il est largement considéré comme le principal méchant dans les histoires de Robin des Bois, apparaissant fréquemment au côté d'autres personnages tels que le seigneur Guy de Gisbourne ou le prince Jean, mais rarement des deux à la fois.
Les différentes histoires se rapportant à ce personnage lui attribuent souvent un rôle plus important que celui de simple shérif. L'une des explications données, présente un roi d'Angleterre au pouvoir très affaibli qui aurait confié au shérif de Nottingham la charge de renforcer la loi dans une grosse partie du Nord de l'Angleterre. C'est ce que l'on voit dans l'adaptation cinématographique de 1991 : Robin des Bois, prince des voleurs, dans laquelle l'influence du shérif a pris une telle importance qu'il se met en tête de prendre le contrôle du trône. 
Dans certaines versions, le shérif est davantage dépeint comme un faible tandis que son assistant, le seigneur Guy de Gisbourne est un personnage plus compétent et la réelle menace que connaît Robin. D'autres versions présentent le shérif comme simple exécutant du prince Jean qui est alors le principal méchant de l'histoire.
On a cherché sur quelles bases historiques a pu se développer ce personnage de shérif impopulaire. Certains noms ont été avancés, tels que William de Wendenal, Roger de Laci, ou encore William Brewer.

## Adaptations à l'écran

### Le personnage traditionnel
Dans la version de Robin des Bois par Disney (1973), le shérif est un gros loup gris qui parle d'une manière directement empruntée au sud des États-Unis et sa voix est celle du comédien américain Pat Buttram, mieux connu du public pour son rôle de M. Haney dans la série télévisée Les Arpents verts (Green Acres). Il avait d'abord été question de le représenter sous les traits d'une oie stupide.
Dans le film Robin des Bois, prince des voleurs (1991), il est interprété par Alan Rickman comme un méchant froid et cynique (il porte le prénom de George) et il s'en prend aux biens des habitants pour essayer de parvenir à ses fins.
Dans la série Robin of Sherwood, le shérif est un opportuniste cynique et porté sur la violence, interprété par Nickolas Grace. Son nom, Robert de Rainault, est tiré de Evelyn Charles Vivian dans sa réécriture de la légende.
Dans la série Robin des Bois de la BBC, diffusée à partir de 2006, l'acteur Keith Allen donne une interprétation assez semblable du personnage: particulièrement égocentrique, amoral et brutal, mais aussi souvent à travers lui que se font les moments drôles. Doté d'un esprit fin, il réussit à manipuler l'autre méchant de l'histoire, Guy de Gisborne, et dit souvent "Réponse ? Non." ("A clue? No.")
Dans la série Once Upon a Time, il est dépeint comme un être méprisable, pervers et lâche, qui commet l'erreur de s'en prendre à Belle, qui est protégée par Rumplestiltskin.
Dans le film de 2018, Robin des Bois (Robin Hood) d'Otto Bathurst, il est interprété par Ben Mendelsohn.

### Le personnage parodié
Dans Sacré Robin des Bois, le film de 1993 réalisé par Mel Brooks, le shérif de Nottingham est incarné sous le nom de Mervyn, « The Sheriff of Rottingham » (jeu de mots anglais, rotten signifiant « pourri »), interprété par Roger Rees.
Le shérif a été parodié dans la série pour la jeunesse Maid Marian and her Merry Men où l'acteur Tony Robinson le joue comme un personnage stupide.

### Un personnage plus nuancé
Le roman de Richard Kluger, The Sheriff of Nottingham, offre un portrait positif d'un shérif historique du XIIIe siècle, Philip Mark, qui travaille en fait de son mieux dans une tâche bien ingrate.
Il est représenté de façon plus positive que de coutume dans le film de 1976, Robin and Marian.
Dans le Robin Hood (2010) du réalisateur britannique Sir Ridley Scott, le shérif est interprété par un des rares acteurs anglais du film, Matthew Macfadyen. La première version du scénario prévoyait d'inverser les rôles: donnant tout le crédit positif au shérif de Nottingham tandis que Robin des Bois aurait été le personnage négatif de l'histoire. Avec l'évolution du scénario, le schéma traditionnel est revenu au premier plan.

### Le shérif, source d'inspiration
Barry Nottingham est le nom d'un personnage du film Histoires enchantées et il est interprété par Richard Griffiths. Son nom de famille fait référence au shérif de Nottingham et, dans l'une des histoires racontées par le héros (joué par Adam Sandler), Barry qui prend vie le surnomme « Shérif de Nottinghamia » (« the Sheriff of Nottinghamia »).
Le shérif de Nottingham est un personnage à l'intelligence artificielle dans le jeu vidéo Stronghold: Warchest (2010).
Dans Tiny Thief, le méchant shérif est basé sur le shérif de Nottingham.